# Lokale Suchmaschinenoptimierung
Lokale Suchmaschinenoptimierung (kurz: Local SEO) ist ein Teilbereich der Suchmaschinenoptimierung und umfasst die Optimierungsmaßnahmen einer Internetpräsenz, die dazu führen, dass Websites bei Suchanfragen mit lokalem Bezug eine höhere Sichtbarkeit in den organischen Suchergebnissen erzielen und damit besser gefunden werden.
Vor dem Hintergrund, dass pro Sekunde (weltweit) ca. 40.000 Suchanfragen durchgeführt werden, von denen 46 % einen lokalen Bezug haben, ergibt sich für lokale Unternehmen die Notwendigkeit einer lokalen Suchmaschinenoptimierung. Dies gilt umso mehr vor dem Hintergrund, dass die Bedeutung von Branchenbüchern durch die zunehmende Digitalisierung abnimmt.
Eine Lokalisierung der Suchergebnisse wird von Suchmaschinen wie Google oder Bing häufig auch ohne die Angabe eines Orts in der Suchanfrage durchgeführt. So zeigen Suchanfragen wie „Zahnarzt“ oder „Fitnessstudio“ je nach Nutzerstandort andere Suchergebnisse an. Die Lokalisierung ist durch die Freigabe des Nutzerstandorts oder anhand der IP-Adresse möglich. Während der momentane Nutzerstandort bei Google am Ende eines Suchergebnisses erscheint, zeigt diesen Bing aktuell unter der Sucheingabemaske an.
Bei Suchanfragen mit lokalem Bezug zeigen Suchmaschinen regelmäßig Ergebnisse aus Kartendiensten an, im Fall von Google ist das Google Maps. Durch die prominente Einblendung der Kartenergebnisse in den klassischen Suchergebnissen sowie durch die starke Nutzung der Kartendienste selbst, zielen lokale SEO-Maßnahmen auf eine bessere Auffindbarkeit sowohl in Kartendiensten als auch der normalen Websuche ab.
Damit ein Unternehmen in einem Kartendienst auffindbar wird, ist die Eintragung des Unternehmens notwendig. Im Fall von Google Maps wird die Eintragung über Google My Business vorgenommen. Über Google My Business ist zudem die Pflege des Profils möglich. Neben Stammdaten zum Unternehmen lässt sich zudem über Fotos und den Beschreibungstext der erste Eindruck vermitteln. Die in Google My Business vorgenommenen Einstellungen haben einen starken Einfluss auf die Auffindbarkeit des Standorts in Google Maps.
So gehören Navigationsgeräte zu Suchsystemen, über die Nutzer passende Unternehmen im lokalen Umfeld suchen. Auch bei diesen Diensten ist eine automatische Auffindbarkeit nicht garantiert und eine Anmeldung sowie Optimierung empfiehlt sich. Zudem nutzen Kartendienste wie Apple Maps eigene Datenquellen.